# Majorka (Szlovákia)
Majorka (szlovákul Ihľany, korábban Majerka, németül Maierhofen) község Szlovákiában, az Eperjesi kerület Késmárki járásában. Majorka és Száztelek egyesítésével jött létre.

## Fekvése
Késmárktól 10 km-re északkeletre, a Hollólomnici-patak völgyében fekszik.

## Nevének eredete
Neve arra utal, hogy eredetileg Leibic város egyik majorsága volt. Szlovák neve a közeli Tű-hegy szlovák „Ihla” nevéből ered.

## Története

### Száztelek
Száztelek nevű részét 1307-ben említik, „Szazteleke” néven. 1312-ben „Hundurmark”, 1322-ben „Hundertmark” alakban szerepel. Később „Hundermark”, „Szászvásár”, „Hundermarkt”, „Hundertmorgen” alakban fordul elő az írott forrásokban. A 16. században vlach pásztorok telepedtek le itt. Lakói híres zsindelykészítők voltak.
A 18. század végén Vályi András így ír róla: „SZÁSZVÁSÁR. Hundertmarkt, Hundertmorgen. Elegyes falu Szepes Várm., lakosai katolikusok, és ó hitüek, fekszik Kézsmárkhoz 1/2 mértföldnyire; határja meglehetős.”
1828-ban 133 házában 958 lakosa élt.
Fényes Elek 1851-ben kiadott geográfiai szótárában így ír a faluról: „Hodermark, Szász-Vásár, orosz falu, Szepes vmegyében, Bélához keletre 1/2 órányira: 37 római, 893 görög kath. lak. Gör. kath. paroch. templom. Sok erdő és zsindelykészités. F. u. többen. Ut. p. Késmárk.”
A trianoni diktátumig Szepes vármegye Késmárki járásához tartozott.
1960-ban csatolták Majorkához.

### Majorka
Majorka Leibic város egyik majorságából fejlődött ki, lakói nagyrészt zsindelykészítéssel foglalkoztak. 1307-ben még „Borkut” néven említik először. 1412-től szerepel „Majerhof”, „Majerka” formában. 1412 és 1772 között Lengyelországhoz tartozott zálogbirtokként.
A 18. század végén Vályi András így ír róla: „MAJORKA. Majerki. Szepes Várm. földes Ura Igló Városa, határja soványas.”
1828-ban 69 házában 499 lakos élt, akik főként mezőgazdasággal foglalkoztak.
Fényes Elek 1851-ben kiadott geográfiai szótárában így ír a faluról: „Majerka, német falu, Szepes vmegyében, Leibicz szepesi város határán, 201 kath., 398 evang. lak., kik polgári jogokkal élnek, gyolcsot csinálnak, zsindely-készitésben igen ügyesek. Kath. és evang. szentegyház. Vizimalmok. Savanyuviz. Rengeteg, szép erdő.”
A trianoni diktátumig Szepes vármegye Késmárki járásához tartozott.
A mai falu Majorka és Száztelek 1960-as egyesítésével keletkezett.

## Népessége
| Év:            | 1994. | 2004.    | 2014.    | 2024.   |
| -------------- | ----- | -------- | -------- | ------- |
| Emberek száma: | 1154  | 1344     | 1498     | 1563    |
| Eltérés:       |       | +16,46 % | +11,45 % | +4,33 % |

| Év:            | 2023. | 2024.   |
| -------------- | ----- | ------- |
| Emberek száma: | 1556  | 1563    |
| Eltérés:       |       | +0,44 % |

1910-ben Majorkának 386, többségben német lakosa volt, jelentős szlovák kisebbséggel.
2011-ben 1432 lakosából 1149 szlovák és 205 cigány.

## Nevezetességei
- Szent Márton római katolikus plébániatemploma a középkori, gótikus templom 19. századi átépítésével keletkezett.
- Evangélikus temploma 1787-ben épült.

## Híres szülöttei
- Elenyák György (1784-1853)
- Nikelszky Jenő (1887–1948), Makó város polgármestere